# Форман, Тим
Тим Форман (полное имя — англ. Timothy David Foreman), родился 15 августа 1978 года в Лейк-Арроухед, Калифорния, США) — басист и бэк-вокалист альтернативной рок-группы Switchfoot. Несмотря на то, что родился на западном побережье, юношеские годы провёл в Бостоне, Массачусетсе и Норфолке. Позже его семья переехала в Сан-Диего, Калифорния, где он проживает со своей женой Андреей (женился в 2001) и своим сыном (родился в апреле 2005).
Его брат, Джон Форман, вокалист, гитарист и создатель текстов группы Switchfoot. Некоторые песни созданы в соавторстве двух братьев. Будущий барабанщик Switchfoot Чед Батлер родом из Амстердама, но переехал в Сан-Диего вместе с родителями, где и состоялось его знакомство с братьями Форманами на матче по Водному полу.
Обоих братьев вдохновляла музыка Led Zeppelin (Джон и Тим даже играли в группе Junior High, исполняющей кавер-версии песен Led Zeppelin), U2, The Police, The Beatles, Radiohead, Дэвиса Майлз, Nirvana, Джонни Кэша, Боба Дилана, и легендарного певца Кита Грина.
Музыкой Форманы занимались с ранних лет, поэтому уже не помнят, когда впервые взяли в руки инструменты. Учась в средней школе, Тим хорошо играл на гитаре, хотя никогда не брал уроков у преподавателей. В юности Форманы играли в составе панк-группы ETC.
Окончил Академию Сан-Диего в 1997 году как "учёный спортсмен" (англ. Scholar Athlete) за свои высокие показатели в сёрфинге и образовании.
Тим играет на бас-гитаре с 5 лет, но никогда не посещал специальные школы или занятия. Большое влияние на него оказало творчество Пола Маккартни и The Beatles.

## Интересные факты
Тим самостоятельно разработал обложки для альбомов Switchfoot: Learning to Breathe и The Beautiful Letdown.